# Железный занавес (фильм)
Железный занавес (англ. The Iron Curtain) — американский триллер 1948 года с Дэной Эндрюсом и Джин Тирни в главных ролях, снятый режиссером Уильямом Уэллманом. Фильм был основан на мемуарах Игоря Гузенко. Основные съемки проходили в Оттаве, Онтарио, Канада, по сценарию Чарльза Г. Кларка. Позже фильм был переиздан под названием «За железным занавесом».
Советский композитор Дмитрий Шостакович безуспешно судился с дистрибьютором фильма, корпорацией 20th Century Studios, в суде Нью-Йорка из-за использование его музыкальных произведений, перешедших в общественное достояние.

## Сюжет
Игорь Гузенко (Дэна Эндрюс), специалист по расшифровке кодов, приезжает в советское посольство в Оттаве в 1943 году вместе с полковником советской армии Тригориным (Фредерик Тозере) и майором Кулиным (Эдуард Франц), чтобы создать оперативную базу.
Предупрежденный о деликатном и сверхсекретном характере своей работы, Игорь подвергается испытанию со стороны начальства, которое поручает соблазнительной Нине Карановой (Джун Хэвок) испробовать на нем свои хитрости. Игорь оказывается верен не только делу, но и своей жене Анне (Джин Тирни), которая вскоре приезжает в Оттаву с известием о беременности.
Тригорин и его начальник службы безопасности Ранов (Штефан Шнабель) встречаются с Джоном Граббом (Берри Крёгер), основателем канадского отделения коммунистической партии. Одной из их главных целей является уран, используемый для получения атомной энергии доктором Гарольдом Норманом (Николас Джой), которого они пытаются завербовать.
Проходят годы, и атомная бомба завершает войну. Анна, родившая сына, теперь серьезно сомневается в будущем семьи. Игорь начинает разделять эти сомнения, особенно после того, как один из его коллег, Кулин (Эдуард Франц), переживает срыв и попадает под арест. Когда Игорю сообщают, что его переводят обратно в Москву, он решает действовать. Он забирает из посольства секретные документы и велит Анне спрятать их, если с ним что-то случится. Тригорин и Ранов угрожают его жизни и жизни его и Анны семей в Советском Союзе, но Игорь отказывается вернуть документы.
Грабба и еще нескольких человек вызывают обратно в Советский Союз, чтобы они ответили за свои провалы. Канадское правительство берет Гузенко под защиту и предоставляет им вид на жительство. Фильм заканчивается тем, что семья живет в укрытии под защитой Королевской канадской конной полиции. «И все же они не потеряли веру в будущее. Они знают, что окончательная безопасность для них и их детей заключается в выживании демократического образа жизни».

## В ролях
- Дэна Эндрюс в роли Игоря Гузенко
- Джин Тирни в роли Анны Гузенко
- Джун Хэвок в роли Нины Карановой
- Берри Крёгер в роли Джона Грабба, он же Пол
- Эдна Бест в роли миссис Альберт Фостер, соседка
- Штефан Шнабель в роли полковника Ильи Ранова, атташе посольства
- Эдуард Франц в роли майора Семена Кулина
- Николас Джой в роли доктора Гарольда Престона Нормана, он же Алек
- Фредерик Тозере в роли полковника Александра Тригорина

## Оценки
Газета The New York Times отметила выход фильма, заявив: «Железный занавес… с января подвергается нападкам со стороны различных групп, включая Национальный совет американо-советской дружбы». Выход фильма сопровождался критикой со стороны СССР, 21 февраля 1948 года в газете «Культура и жизнь» вышла критическая статья авторства Ильи Эренбурга.